# Parque Nacional Myōkō-Togakushi Renzan
O Parque Nacional Myōkō-Togakushi Renzan é um parque nacional japonês, localizado nas prefeituras de Niigata e Nagano. Extendendo-se por 39 772 hectares, foi designado parque nacional em 27 de março de 2015.